# قوائم أعلام

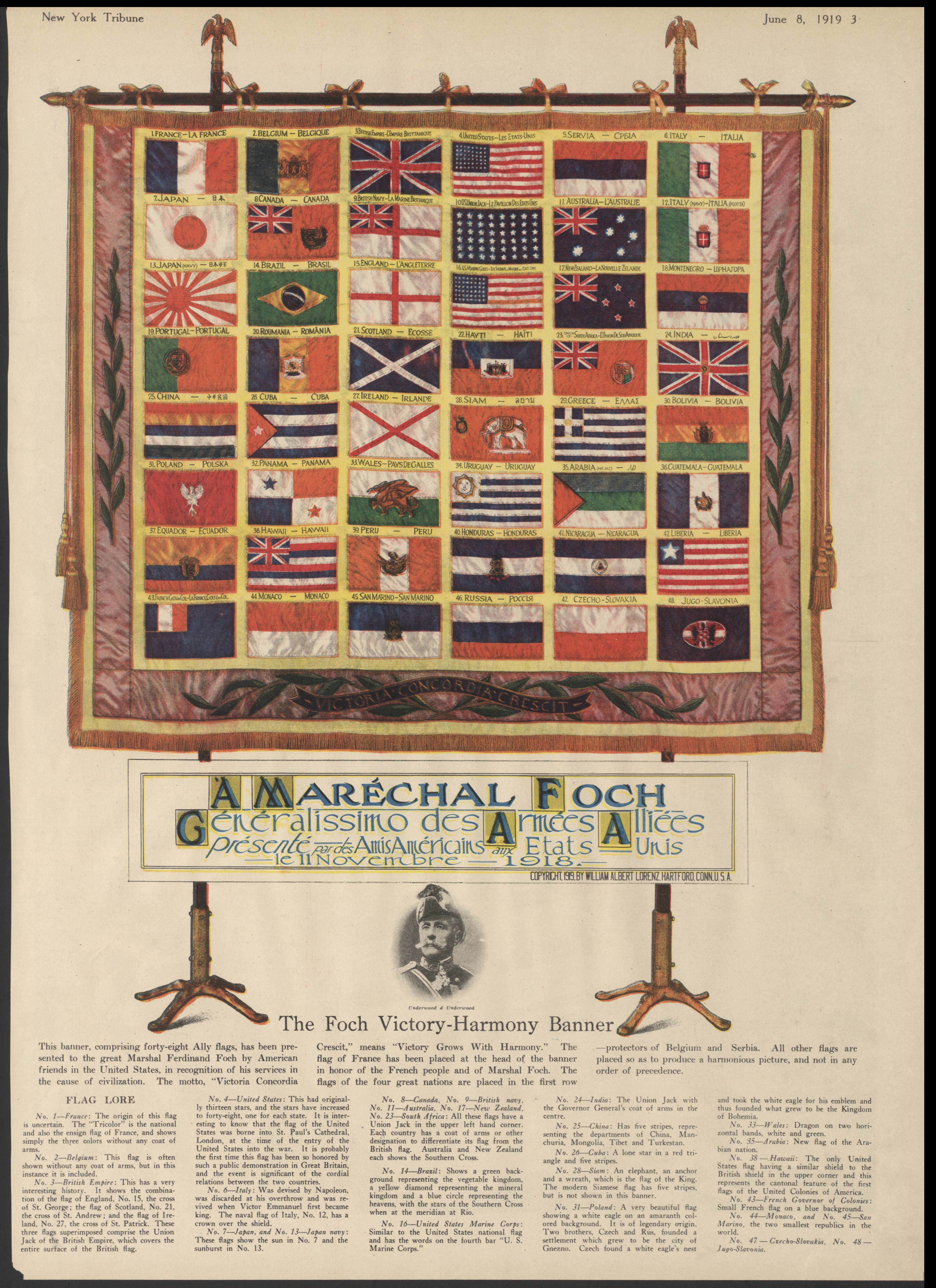
أعلام المارشال فوش لافتة النصر والوئام 8 يونيو 1919

فيما يلي مجموعة من قوائم الأعلام، بما في ذلك أعلام الدول أو الأقاليم أو الجماعات أو الحركات والأفراد. هناك أيضًا قوائم بالأعلام التاريخية ومعارض الأعلام العسكرية . العديد من صور العلم موجودة على ويكيميديا كومنز.

## في ويكيبيديا
- معرض أعلام الدول
- قائمة الدول ذات السيادة السابقة
- قائمة الدول حسب نمط الأعلام الوطنية
- راية الأرض
- معرض أعلام الأقاليم غير المستقلة
- Flags of country subdivisions
- التسلسل الزمني للأعلام الوطنية
- أعلام الإشارات البحرية الدولية
- قائمة الأعلام البحرية

## في ويكيميديا كومنز

### الولايات أو الأقاليم
- أعلام الدول غير المعترف بها
- أعلام الدول البائدة
- أعلام المدن والبلديات
- أعلام فلكية

### المجموعات أو الحركات
- أعلام ثقافية وعرقية
- أعلام الحركات الانفصالية والاستقلالية النشطة
- أعلام الأمريكيين الأصليين في الولايات المتحدة
- أعلام الشعوب الأصلية لكندا
- أعلام الناطقين بالفرنسية في أمريكا الشمالية
- أعلام سياسية
- أعلام دينية
- أعلام دولية
- رموز الهوية الجنسية (بما في ذلك الأعلام))
- أعلام الدول المجهرية

### معايير شخصية
- معايير رؤساء الدول

### أعلام تاريخية
- أعلام تاريخية
- أعلام يوغسلافيا
- أعلام الجمهورية السوفيتية
- الأعلام التاريخية حسب الدولة

### أعلام عسكرية
- أعلام القوات المسلحة للولايات المتحدة

## وصلات خارجية
- أعلام دول العالم (FOTW)
- Vexilla Mundi - الأعلام الوطنية والإقليمية
- Cyber-flag (موقع باللغة الفرنسية)
- قائمة الأعلام في قاعدة بيانات أعلام العالم
- الأعلام الوطنية لجميع الدول في العالم[وصلة مكسورة]
- Interactive Flag Designs[وصلة مكسورة] تصميمات العلم باستخدام الخوارزميات التطورية والبحث في أعلام العالم باستخدام تشابه الصور
- تصميم أعلام السيارات
- CIA كتاب حقائق العالم
- هل يمكنك تسمية أعلام دول العالم؟
- قائمة واسعة من الأعلام المماثلة من جميع أنحاء العالم